# 카드 번호의 구성
이 문서는 카드 번호의 구성에 관한 문서이다.

## 은행 고유 번호
첫째 자리부터 여섯째 자리까지의 번호(BIN 번호)만 보면 해당 카드는 어느 나라의 어느 카드사가 발급한 카드인지, 카드 회원이 일반, 골드, 개인, 법인인지 알 수 있도록 되어 있다.

### 주 산업 식별번호(MII)
카드번호의 첫 번째 자리에 해당하는 숫자이다. 앞자리 4는 비자카드로만 나오며 9는 해외결제불가이다.
| MII 숫자값 | 발행자 분류                             | 발행자 분류                             | 발행자 분류                                       | 발행자 분류                                       | 발행자 분류                                       | 발행자 분류                                       | 발행자 분류                                       | 발행자 분류                             | 발행자 분류                             | 발행자 분류                             |
| 사용숫자   | 0                                       | 1                                       | 2                                                 | 3                                                 | 4                                                 | 5                                                 | 6                                                 | 7                                       | 8                                       | 9                                       |
| ---------- | --------------------------------------- | --------------------------------------- | ------------------------------------------------- | ------------------------------------------------- | ------------------------------------------------- | ------------------------------------------------- | ------------------------------------------------- | --------------------------------------- | --------------------------------------- | --------------------------------------- |
| 0          | ISO/TC 68 및 기타 산업                  | ISO/TC 68 및 기타 산업                  | ISO/TC 68 및 기타 산업                            | ISO/TC 68 및 기타 산업                            | ISO/TC 68 및 기타 산업                            | ISO/TC 68 및 기타 산업                            | ISO/TC 68 및 기타 산업                            | ISO/TC 68 및 기타 산업                  | ISO/TC 68 및 기타 산업                  | ISO/TC 68 및 기타 산업                  |
| 1          | 항공 마일리지 및 교통카드               | 항공 마일리지 및 교통카드               | 항공 마일리지 및 교통카드                         | 항공 마일리지 및 교통카드                         | 항공 마일리지 및 교통카드                         | 항공 마일리지 및 교통카드                         | 항공 마일리지 및 교통카드                         | 항공 마일리지 및 교통카드               | 항공 마일리지 및 교통카드               | 항공 마일리지 및 교통카드               |
| 2          | 각종 멤버십 카드                        | 각종 멤버십 카드                        | 각종멤버십카드(마스터카드)(2221–2720,2017년부터~) | 각종멤버십카드(마스터카드)(2221–2720,2017년부터~) | 각종멤버십카드(마스터카드)(2221–2720,2017년부터~) | 각종멤버십카드(마스터카드)(2221–2720,2017년부터~) | 각종멤버십카드(마스터카드)(2221–2720,2017년부터~) | 항공 및 기타 잠재적 산업 할당           | 항공 및 기타 잠재적 산업 할당           | 항공 및 기타 잠재적 산업 할당           |
| 3          | 다이너스 클럽                           |                                         |                                                   | 아멕스                                            | 아멕스                                            | JCB                                               | 다이너스 클럽                                     | 아멕스                                  | 다이너스-디스커버                       | 다이너스-디스커버                       |
| 5          | 마에스트로                              | 마스터카드                              | 마스터카드                                        | 마스터카드                                        | 마스터카드                                        | 마스터카드                                        | 마에스트로                                        | 마에스트로                              | 마에스트로                              | 시러스                                  |
| 6          | 디스커버                                | 디스커버                                | 은련                                              | 시러스                                            | 디스커버 BC GLOBAL                                | 디스커버 BC GLOBAL                                | 기타할당용                                        | 기타할당용                              | 기타할당용                              | 기타할당용                              |
| 7          | 석유 및 기타 잠재적 산업 할당           | 석유 및 기타 잠재적 산업 할당           | 석유 및 기타 잠재적 산업 할당                     | 석유 및 기타 잠재적 산업 할당                     | 석유 및 기타 잠재적 산업 할당                     | 석유 및 기타 잠재적 산업 할당                     | 석유 및 기타 잠재적 산업 할당                     | 석유 및 기타 잠재적 산업 할당           | 석유 및 기타 잠재적 산업 할당           | 석유 및 기타 잠재적 산업 할당           |
| 8          | 건강, 전기통신 및 기타 잠재적 산업 할당 | 건강, 전기통신 및 기타 잠재적 산업 할당 | 건강, 전기통신 및 기타 잠재적 산업 할당           | 건강, 전기통신 및 기타 잠재적 산업 할당           | 건강, 전기통신 및 기타 잠재적 산업 할당           | 건강, 전기통신 및 기타 잠재적 산업 할당           | 건강, 전기통신 및 기타 잠재적 산업 할당           | 건강, 전기통신 및 기타 잠재적 산업 할당 | 건강, 전기통신 및 기타 잠재적 산업 할당 | 건강, 전기통신 및 기타 잠재적 산업 할당 |

### 발급자 식별 번호(IIN)
카드의 발급자를 식별할 수 있는 6자리로 된 번호이다.
| 카드사             | IIN 범위                                                                   | 전체 자릿수 |
| ------------------ | -------------------------------------------------------------------------- | ----------- |
| 아멕스             | 34, 37                                                                     | 15          |
| VISA               | 4                                                                          | 16          |
| 마에스트로, 시러스 | 50, 56~59                                                                  | 16          |
| 마스터카드         | 51~55(2221~2720 2017년부터~)                                               | 16          |
| 은련               | 622126~622925, 624~626, 6282~6288                                          | 16          |
| 다이너스 클럽      | 300~305, 3095, 36, 38, 39                                                  | 14          |
| 디스커버           | 60110, 60112~60114, 601174~601179, 601186~601199, 644~649, 65(60,61,64,65) | 16          |
| JCB                | 3528, 3589                                                                 | 16          |

## 나머지 숫자
7번째 자리부터 15번째 자리까지는 각 카드사가 임의의 규칙에 따라 사용하도록 되어 있고 16번째 숫자는 특정한 공식에 의해 카드 번호를 검증하는 값이다. 이 특정한 공식을 룬 공식(LUHN Formula) 이라고 한다. 그 공식은 다음과 같다.
홀수 자리 숫자×2+짝수 자리 숫자의 합

예시) 4520 0200 1900 4060
(홀수 자리 숫자×2)+짝수 자리 숫자의 합= (4×2)+(2×2)+(0×2)+(0×2)+(1×2)+(0×2)+(4×2)+(1+2)+5+0+2+0+9+0+0=41

41은 10으로 나누어떨어지지 않으므로 유효하지 않은 번호

## 카드보안코드
카드 뒷면의 서명판에 기울여서 인쇄된 3자리(비자, 마스타)/4자리(아멕스) 숫자는 카드소지를 확인하는 값으로 카드사마다 부르는 이름이 다르다.
- VISA: CVV(Card Verification Value)
- 마스터카드, JCB: CVC(Card Validation Code)
- 아멕스: CID(Confidential Identifier Number 또는 Card Identification Number)

CVV나 CVC, CID는 모두 카드 번호가 제대로 된 것인지를 확인하는 값으로 요즈음은 인터넷 상에서 상거래 시 입력을 요구하는 경우도 있다. 이 3자리 값과 16자리 카드 번호를 정해진 규칙에 따라 암복호화를 하여 해당 값이 일치하면 카드가 정상 카드임을 알 수 있는 것이다.
CVV나 CVC, CID는 MS에 기록되는 CVV1(CVC1)과 카드의 뒷면 서명판 윗 부분에 음각되는 CVV2(CVC2)의 값이 있다. 아메리칸 엑스프레스의 경우 카드의 앞면 오른쪽 중간부분에 4자리의 CID 값이 있다. 물론 EMV표준의 IC Chip에는 iCVV(Chip CVC)의 값이 입력되어 있다.

## 카드 번호 목록.
대한민국 내에서 사용할 수 있는 신용카드, 체크카드, 선불카드, 직불카드, 현금카드 번호는 다음과 같은 숫자로 시작한다.

### 3으로 시작하는 번호

#### 35(JCB카드, 신용만 있음 - KB국민카드, NH농협카드, 하나카드, 신한카드 등)
- 3560 XX - BC카드 (실버)
- 3562 96 - 신한카드 (체크,단종)
- 3562 97 - 신한카드 (URS)
- 3563 XX - BC카드 (골드)
- 3563 16 - NH농협카드 (실버)
- 3563 17 - NH농협카드 (골드)
- 3564 07 - KB국민카드 (K-World 골드)
- 3564 15 - KB국민카드 (K-World 골드)
- 3564 16 - KB국민카드 (K-World 골드)
- 3564 17 - KB국민카드 (K-World 골드)
- 3564 18 - NH농협카드 (W)
- 3565 16 - NH농협카드 (W)
- 3565 43 - 하나카드 (One Way)
- 3565 45 - 하나카드 (One Way)
- 3565 XX - BC카드 법인
- 3568 20 - 우리카드 BC카드 (실버)
- 3569 00 - 신한카드 (실버)
- 3569 01 - 신한카드 (골드)
- 3569 02 - 신한카드 (법인)
- 3569 10 - KB국민카드 (법인)
- 3569 11 - KB국민카드 (실버)
- 3569 12 - KB국민카드 (골드)
- 3569 14 - 롯데카드 (실버)
- 3569 15 - 롯데카드 (골드)
- 3569 16 - 롯데카드 (법인)

#### 36(다이너스 클럽)
- 3616 - 현대카드

#### 37(아멕스)
- 3710 01 - 하나카드
- 3710 02 - 하나카드 (신용)
- 3710 03 - 하나카드
- 3710 92 - 하나카드
- 3747 22 - 하나카드
- 3747 23 - 하나카드
- 3747 24 - 하나카드
- 3751 44 - KB국민카드 (플래티늄)
- 3759 87 - 삼성카드 (센츄리온)
- 3762 72 - 롯데카드
- 3762 77 - 롯데카드
- 3763 64 - KB국민카드 (아멕스울트라)
- 3763 64 - KB국민카드 (골드)
- 3779 69 - 하나카드 (글로벌페이 체크)
- 3779 73 - 롯데카드 (플래티늄)
- 3779 81 - 신한카드 (실버)
- 3779 82 - 신한카드 (골드)
- 3799 83 - 신한카드 (신용)
- 3779 88 - 신한카드 (S&)
- 3779 89 - 삼성카드 (센츄리온 플래티늄)
- 3791 83 - 삼성카드
- 3791 92 - 하나카드
- 3791 93 - 하나카드 (법인)

### 4(VISA)
- 4009 12 - 삼성카드
- 4017 62 - 현대카드 (신용 VISA Classic)
- 4017 87 - 현대카드 (신용  Visa Platinum)
- 4020 17 - 현대카드
- 4023 67 - 하나카드 (체크)
- 4028 57 - 현대카드 (M, X, 제로)
- 4033 XX - 현대카드
- 4046 78 - 신한카드 BC카드 (실버)
- 4048 25 - BC카드
- 4063 57 - 씨티카드 (신세계 플래티늄카드)
- 4061~4065 우리카드 (수호랑 위비FIVE, 슈퍼마일 체크)
- 4057 53 - 신한카드 (선불)
- 4089 66 - 하나카드 (체크)
- 4092 XX - NH농협카드
- 4101 09 - 씨티카드
- 4119 00 - 하나카드 (플래티늄)
- 4119 04 - 하나카드 (넘버앤카드)
- 4119 05 - 하나카드
- 4140 25 - BC카드 (법인)
- 4162 XX - 하나BC 토스신용카드
- 4181 23 - 현대카드
- 4182 36 - 하나카드 (시그니처 카드)
- 4214 17 - 수협중앙회 (체크)
- 4214 18 - 수협중앙회 (플래티늄)
- 4214 20 - 우리카드 (체크)
- 4214 68 - 롯데카드 (체크)
- 4221 55 - 신한카드 (신용)
- 4221 90 - 수협중앙회 (기프트카드)
- 4227 27 - 씨티카드 (체크)
- 4309 72 - 신한카드 (마이 홈플러스 체크)
- 4324 45 - 수협중앙회 (법인 골드)
- 4330 28 - 현대카드 (플래티늄)
- 4332 90 - KB국민카드 (플래티늄)
- 4349 75 - 신한카드
- 4364 20 - 신한카드 (체크)
- 4386 76 - 신한카드 (플래티늄)
- 4432 33 - 구.LG카드
- 4400 25 - 하나 BC카드 (체크)
- 4404 46 - 씨티카드 (실버)
- 4473 20 - 우리 BC카드 (체크)
- 4481 XX - BC카드 (체크)
- 4499 14 - 신한카드 (체크)
- 4512 45 - 삼성카드 (체크)
- 4512 81 - 현대카드
- 4518 42 - 신한카드 (실버)
- 4518 45 - 신한카드 (체크)
- 4553 XX[5] - BC카드 (골드)
- 4554 37 - 하나카드 (체크)
- 4570 47 - 하나카드
- 4579 72 - KB국민카드 (실버)
- 4579 73 - KB국민카드 (골드)
- 4585 32 - 삼성카드 (체크)
- 4599 00 - 하나카드 (실버)
- 4599 12 - 케이뱅크 (체크)
- 4599 30 - 하나카드 (체크)
- 4599 50 - 하나카드 (골드)
- 4599 52 - 광주은행
- 4605 61 - 신한카드 (체크)
- 4619 54 - 신한카드 (체크)
- 4628 90 - 씨티카드 (씨티 프리미어마일)
- 4639 16 - 제주은행 (체크)
- 4649 42 - 삼성카드 (체크)
- 4649 59 - 롯데카드 (체크)
- 4653 XX - 하나카드 (체크)
- 4655 XX - 하나카드 (체크)
- 4656  XX - 케이뱅크 (체크)
- 4658 87 - 신한카드 (플래티늄)
- 4658 89 - 수협카드 (체크)
- 4670 08 - 롯데카드 (신용)
- 4673 XX - KB국민카드 (체크)
- 4705 87 - 삼성카드 (체크)
- 4705 88 - 삼성카드 (체크)
- 4743 60 - 씨티카드 (신세계백화점)
- 4854 62 - 케이뱅크(체크)
- 4854 79 - NH농협카드 (체크)
- 4889 72 - 롯데카드
- 4902 20 - 우리 (신용)
- 4906 XX[5] - BC카드
- 4934 55 - 하나카드 (VIVA+)
- 4890 23 - 신한카드 (체크)
- 4870 33 - 신한카드 (체크/헤이영)

### 5(마스터카드,마에스트로,시러스)
- 5021 23 - KB국민카드
- 5107 37 - 신한카드 (체크)
- 5111 87 - 신한카드 (체크)
- 5123 60 - 삼성카드
- 5124 62 - 롯데카드 (골드)
- 5137 92 - 롯데카드
- 5148 76 - 씨티카드 (플래티늄)
- 5155 94 - 신한카드 (플래티늄)
- 5159 54 - 우리카드 (체크)
- 5165 74 - 하나카드 (플래티늄 체크)
- 5171 34 - 신한카드 (플래티늄 체크)
- 5181 85 - 하나카드
- 5188 31 - 삼성카드
- 5229 71 - KB국민카드
- 5238 30 - 하나카드 (체크)
- 5240 40 - NH농협카드 (티타늄)
- 5240 41 - NH농협카드 (티타늄)
- 5241 44 - 씨티카드 (리워드카드)
- 5242 42 - 하나카드 (체크)
- 5243 33 - 현대카드 (플래티늄)
- 5243 35 - 하나카드 (넘버엔카드)
- 5243 53 - 하나카드 (플래티늄)
- 5272 89 - KB국민카드 (체크)
- 5299 XX - 현대카드
- 5310 70 - 삼성카드
- 5318 38 - 하나카드 (체크)
- 5320 92 - 하나카드 (비바G 체크, 비바X체크)
- 5327 50 - 토스뱅크 (하나카드 발행) (체크)
- 5350 20 - 우리카드 (다모아카드)
- 5365 10 - 카카오뱅크 (KB국민카드 발행) (체크)
- 5371 20 - 우리카드 (블루다이아몬드카드)
- 5371 45 - 우리카드 (그랑블루 체크카드)
- 5381 59 - BC카드 (우체국 체크)
- 5387 20 - 우리카드 BC카드
- 5388 XX - BC카드
- 5389 20 - 우리카드 (체크)
- 5404 47 - 삼성카드 플래티늄
- 5409 26 - KB국민카드 (골드)
- 5409 47 - KB국민카드 (실버)
- 5430 00 - NH농협카드
- 5430 17 - NH농협카드
- 5433 33 - 현대카드
- 5421 58 - 신한카드
- 5424 16 - NH농협카드
- 5428 79 - 신한카드 (AK플라자카드)
- 5441 XX - 하나카드 (골드)
- 5461 11 - NH농협카드 (체크)
- 5461 12 - NH농협카드 (체크)
- 5462 52 - 하나카드
- 5480 20 - 우리카드 (한국장학재단 체크카드)
- 5520 70 - 삼성카드 (플래티늄)
- 5522 20 - 우리카드 (플래티늄)
- 5522 90 - 현대카드 (레드)
- 5523 77 - 현대카드
- 5525 76 - 신한카드
- 5531 77 - 하나카드
- 5543 46 - KB국민카드 프리패스카드 (발급중단)
- 5549 59 - KB국민카드 (굿데이플래티늄)
- 5570 42 - KB국민카드
- 5585 26 - KB국민카드 (체크)
- 5594 10 - 신한카드 (플래티늄 체크)
- 5599 24 - 현대카드

#### 직불성 카드
- 5021 23 - KB국민카드 (체크)
- 5029 28 - 하나카드 (체크)
- 5886 44 - 한국씨티은행 (국제직불카드)
- 5898 - 대한민국의 모든 Maestro, Plus직불카드

### 6으로 시작하는 번호
- 6048 XX[5] - BC카드
- 6060 45 - 신한카드
- 6360 XX[6] - BC카드
- 6361 89 - 하나카드 (티드림체크)

#### 62 (유니온페이)
- 6210 XX - BC카드 (체크)
- 6233 74 - KB국민카드 (체크)
- 6243 48 - 신한카드 (체크)
- 6244 XX - 하나카드 (체크)
- 6251 04 - 롯데카드 (신용)
- 6253 XX - BC카드 (신용)
- 6258 04 - KB국민카드 (신용 K-World)
- 6258 17 - 삼성카드 (신용) 6258 40 - 신한카드 (신용)
- 6259 04 - 롯데카드 (신용)
- 6262 61 - 하나카드 (체크)

#### 65 (비씨 글로벌카드)
- 6541 XX
- 6556 XX
- 6570 20 - 우리카드 (체크)

### 8로 시작하는 번호

#### 80 (금융공동망)
8800 XX - 신한은행 (직불/현금)

### 9(국내 전용)
- 9000 XX[7] - 직불카드
- 9400 10 - 한국씨티은행 (신세계쿼트로)
- 9407 01 - 수협중앙회
- 9407 02 - 수협중앙회 (체크)
- 9409 15 - 롯데카드 (골드)
- 9409 51 - 롯데카드 (체크)
- 9410 XX[5] - BC카드 (실버 일반)
- 9410 09 - 삼성카드 (신용)
- 9410 29 - 삼성카드 (체크)
- 9410 34 - 삼성카드
- 9410 61 - 신한카드 (신용)
- 9410 83 - 신한카드 (선불)
- 9410 85 - 삼성카드 (신용)
- 9410 88 - 삼성카드 (체크)
- 9410 90 - 삼성카드 (선불)
- 9410 98 - 신한카드 (선불)
- 9411 16 - NH농협카드 (체크)
- 9411 17 - NH농협카드 (신용)
- 9411 61 - 신한카드 (나라사랑카드)
- 9411 81 - 하나카드
- 9420 XX[5] - BC카드 (실버 우량)
- 9420 61 - 신한카드 (체크)
- 9420 90 - 삼성카드 (선불)
- 9421 50 - BC카드 (우체국 바로 듀얼)
- 9425 20 - 우리카드 (신용)
- 9430 XX - BC카드 (골드)
- 9431 50 - BC카드 (KDB산업은행 바로 듀얼)
- 9436 45 - KB국민카드 (체크)
- 9436 46 - KB국민카드 (체크)
- 9440 XX - BC카드 하나카드(체크)
- 9441 16 - NH농협카드 (체크)
- 9444 03 - BC카드 IBK (체크)
- 9444 12 - BC농협카드(체크)
- 9444 20 - 우리카드 BC카드 (체크)
- 9444 22 - 우리카드 BC카드 (체크)
- 9445 20 - 우리카드 BC카드 (체크)
- 9445 41 - KB국민카드 (실버)
- 9445 42 - KB국민카드 (골드)
- 9445 47 - KB국민카드 (선불)
- 9446 03 - BC카드 (IBK 나라사랑카드)
- 9460 XX - BC카드 기프트카드[8]
- 9461 XX[9] - BC카드 (체크-스쿨카드)
- 9463 16 - NH농협카드(기프트카드)
- 9490 13 - 현대카드 (M,X 체크, 하이브리드)
- 9490 19 - 현대카드 (신용)
- 9490 28 - 현대카드 (체크)
- 9490 88 - 현대카드 (신용)
- 9490 94 - KB국민카드 나라사랑카드
- 9490 97 - 현대카드 (이마트e 체크카드)
- 9491 30 - 나마네카드
- 9491 36 - 토스유스카드 (선불)
- 9530 03 - 광주은행 (체크)